# Рурский музыкальный театр
Рурский музыкальный театр (нем. Musiktheater im Revier) — один из главных памятников культуры Гельзенкирхена (Германия). Открытие театра состоялось 15 декабря 1959 года.

## История и описание
Театр строился на протяжении трех лет (1956—1959 гг.). Над созданием нового храма культуры в свое время работали несколько талантливых архитекторов (Вернер Рунау, Харальд Дайлманн, Ортвин Раве и Макс фон Хаузен). Сначала главными жанрами в театре выступали: оперный, балетный и драматический. Но после тяжелого финансового кризиса в 1966 году перешли исключительно к музыкальному жанру.
Оригинальность внешней задумки заключалась в том, что фасад театра имел кубические формы и выполнен из 4500 кв. метров стекла. Это позволяло видеть с улицы внутреннюю часть помещений. А вот зрительные залы, напротив, имеют более закруглённую форму. К тому же, благодаря оригинальному дизайнерскому решению Рурский театр стал очень узнаваем.
Театральные постановки можно наблюдать в двух залах: Большом и Малом. Общая вместимость Большого зала составляет 1005 мест, Малого — 336.

## Театр сейчас
В последние годы Рурский музыкальный театр привлекает все больше ценителей искусства своими интересными постановками и пьесами. Творческий коллектив театра состоит из собственной оперной труппы, артистов хора и балетной труппы.
Также существует музыкальный коллектив под названием «Новая филармония Вестфалии», который является самым крупным государственным оркестром в земле Северный Рейн-Вестфалия.

## Интересные факты
В 1961 году в здании театра проводились съемки кинофильма Викки Бернхарда «Чудо отца Малахиаса».